# Saccoloma sloanei
Saccoloma sloanei là một loài thực vật có mạch trong họ Dennstaedtiaceae. Loài này được (Raddi) C. Chr. miêu tả khoa học đầu tiên năm 1906.